# انتفاضة الطلاب والشعب (بنغلاديش)
انتفاضة الطلاب الشعبية،(بالبنغالية: ছलত্र–জনত্ অভ্যুত্থमন) والمعروفة أيضًا باسم ثورة يوليو (بالبنغالية: জুলLAই বিপ্লব) كانت انتفاضة جماهيرية مؤيدة للديمقراطية في بنغلاديش. بدأت كحركة إصلاح الحصص في أوائل يونيو 2024، بقيادة حركة الطلاب المناهضة للتمييز، بعد أن ألغت المحكمة العليا في بنغلاديش التعميم الحكومي لعام 2018 بشأن حصص الوظائف في القطاع العام. تصاعدت الحركة إلى انتفاضة جماهيرية كاملة بعد أن نفذت الحكومة عمليات قتل جماعي للمحتجين، والمعروفة باسم مجزرة يوليو، بحلول أواخر يوليو. بحلول أوائل أغسطس، تطورت الحركة إلى حركة عدم التعاون، مما أدى في النهاية إلى الإطاحة برئيسة الوزراء آنذاك، الشيخة حسينة، التي فرت من بنغلاديش إلى الهند. أثار الإطاحة بحسينة أزمة دستورية ، مما أدى إلى تشكيل حكومة مؤقتة بقيادة الحائز الوحيد على جائزة نوبل في البلاد، محمد يونس كمستشار رئيسي.